# Цыпленков, Денис Иванович
Дени́с Ива́нович Цыпленко́в (род. 10 марта 1982, Кривой Рог, Днепропетровская область) — российский спортсмен, многократный абсолютный чемпион мира по армрестлингу среди профессионалов, неоднократный победитель и призёр кубков России по силовому экстриму, атлет Профессиональной лиги силового экстрима В. Турчинского, рекордсмен книги рекордов России. МСМК по жиму лёжа (270 кг). Мировой рекордсмен по строгому поднятию на бицепс (113 кг), мировой рекордсмен по поднятию штанги на бицепс стоя (170 кг).

## Биография
Родился 10 марта 1982 года в городе Кривой Рог, Днепропетровская область, Украинская ССР.
В 1988 году поступил в среднюю школу № 105, начал посещать различные спортивные секции. С 1993 года и до окончания школы занимался гиревым спортом с тренером С. А. Якименко. Добился хороших результатов — стал кандидатом в мастера спорта по гирям, но так как сам спорт был не востребован, переквалифицировался на армрестлинг. Под руководством Игоря Моисеева, победителя ряда престижных турниров, стал чемпионом Украины и Европы среди юниоров.

## Спортивная карьера
В 2002 году, после переезда в Москву, познакомился с Владимиром Турчинским, окончил курсы тренеров и стал работать в его клубе «Марк Аврелий».
В 2004 году стал заниматься силовым экстримом. Неоднократный победитель и призёр ряда турниров, член сборной России по силовому экстриму, участник ряда коммерческих турниров по армспорту.
С 2005 года выступал за город Сыктывкар.
В 2008 году тренер Котэ Размадзе предложил помощь в дальнейшем развитии навыков в армспорте. Под его руководством стал обладателем интерконтинентального пояса и завоевал титул чемпиона мира среди профессионалов.

### Vendetta All Stars #50
17—18 ноября 2018 года принял участие в турнире Vendetta All Stars #50 в городе Румя (Польша). Должен был встретиться с армрестлером Андреем Пушкарём, но 14 ноября того же года Андрей погиб в автокатастрофе. Денис передал чемпионский пояс семье погибшего армрестлера. Также встретился с канадским армрестлером Девоном Ларраттом, где в матчевой встрече выиграл со счётом 6:0.

### East vs West 10
В ноябре 2023 года сразился с канадским армрестлером Девоном Ларраттом, где проиграл со счетом 0:4 в пользу Девона Ларратта.

## Политическая деятельность
В 2010 году, как самовыдвиженец был избран в совет депутатов муниципального образования "Городское поселение Обухово Московской области" Ногинского муниципального района второго созыва по одномандатным избирательным округам № 2 и № 12.
В 2014 году в составе политической партии "Единая Россия" был избран в совет депутатов муниципального образования "Городское поселение Обухово Московской области" Ногинского муниципального района третьего созыва.
В 2018 году в составе политической партии "Единая Россия" был избран в совет депутатов Богородского городского округа первого созыва.

## Параметры
- рост — 188 см;
- вес — 145 кг;
- бицепс — 61 см;
- предплечье — 53 см;
- запястье — 24 см;
- окружность груди — 140 см;
- бедро — 75 см;
- шея — 50 см;
- талия — 105 см.